# Maison des Petits Palets

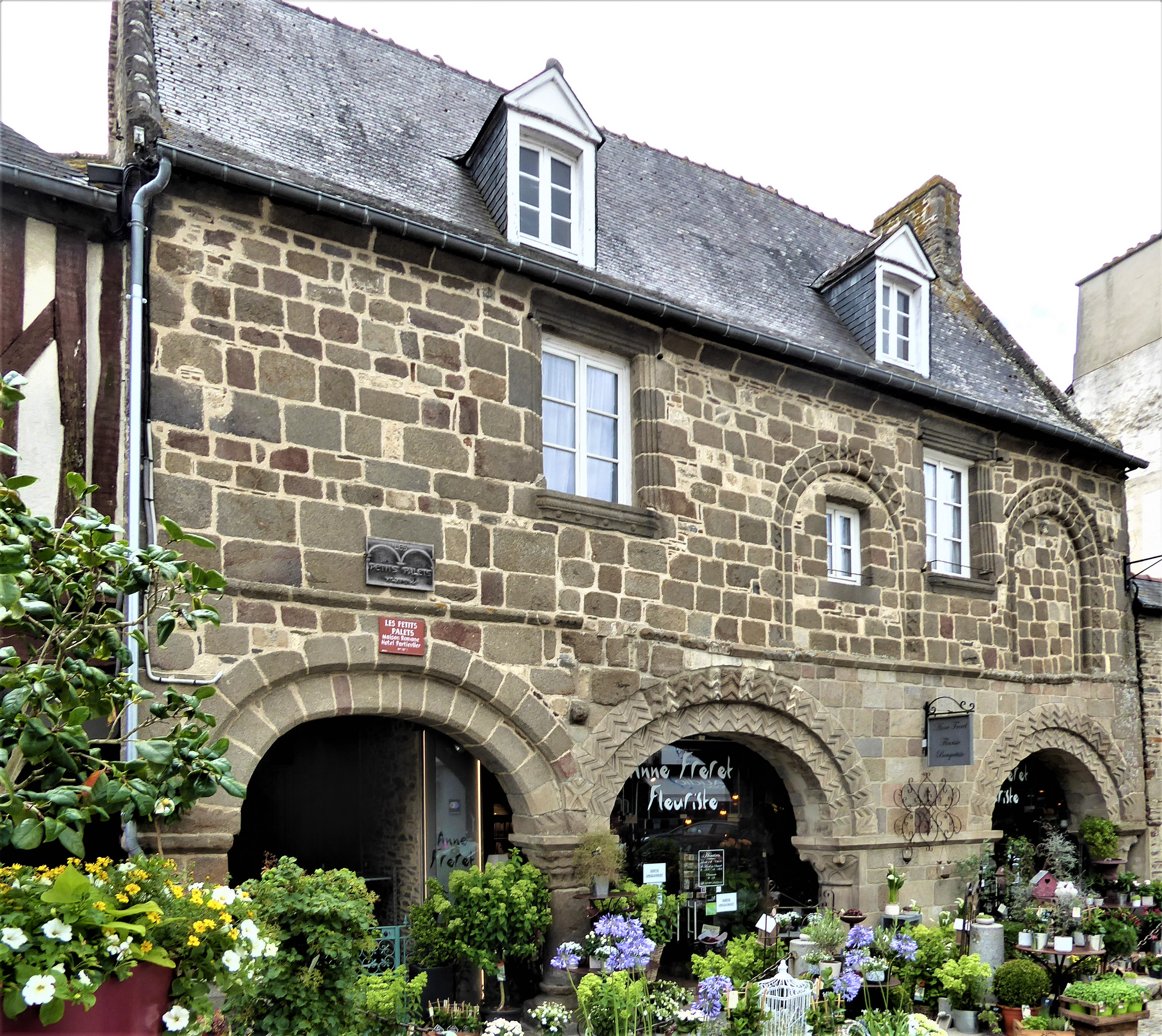
Das Maison des Petits Palets

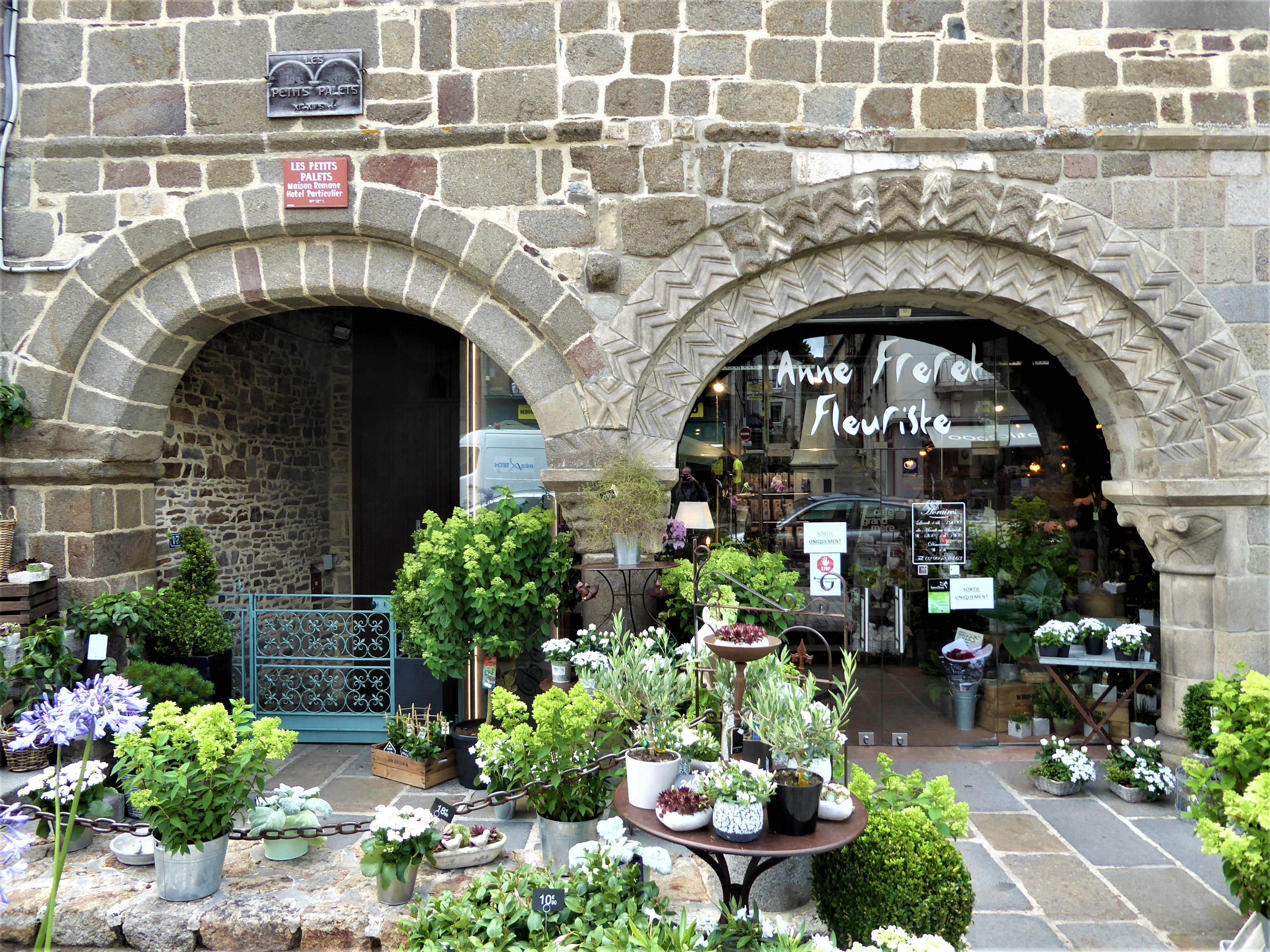
Die Doppelarkade

Das Maison des Petits Palets in Dol-de-Bretagne, einer Stadt im französischen Département Ille-et-Vilaine in der Region Bretagne, ist ein romanisches Haus aus dem 12. Jahrhundert. Das Bauwerk, das sich in der Grande Rue des-Stuarts südlich der Kathedrale St-Samson befindet, steht seit 2014 als Monument historique unter Denkmalschutz.

## Geschichte
Das auf L-förmigem Grundriss aus Granit errichtete Bauwerk stammt wahrscheinlich aus der Mitte des 12. Jahrhunderts und wurde Anfang des 17. Jahrhunderts umgebaut. Im Untergeschoss befindet sich auf der linken Seite eine Doppelarkade aus Rundbögen, die auf einem Mittelpfeiler ruht, während rechts eine einfache Arkade mit einem Pfeiler auf jeder Seite ausgeführt wurde. Zwei der Arkaden sind mit geometrischen Friesen in einem Zickzack-Muster verziert. Im Obergeschoss finden sich zwei vermauerte romanische Fensteröffnungen neben später eingebauten modernen Fenstern.